# Renan Ribeiro
Renan Ribeiro (Ribeirão Preto, 23 de março de 1990) é um futebolista brasileiro que atua como goleiro. Atualmente, está no Estrela da Amadora.

## Carreira

### Atlético Mineiro

#### Taça BH 2009
Goleiro titular do Galo na Taça BH, Renan foi decisivo em várias partidas. Nas quartas-de-final e na semifinal, defendeu quatro cobranças de pênaltis contra Botafogo e Grêmio, respectivamente. Contra o Internacional, na decisão, fez boas defesas e jogou de cabeça enfaixada após incidente com um jogador colorado. O 4° título alvinegro também rendeu ao jogador o troféu de melhor goleiro do torneio.
No início do mês de setembro, Renan foi convocado para a disputa da Copa do Mundo Sub-20 pela Seleção Brasileira. O torneio aconteceu no Egito e foi vencido pela Seleção Ganesa. A equipe africana derrotou os brasileiros nas penalidades, após 0 a 0 no tempo normal. 

#### Elenco profissional
No dia 17 de junho de 2009, passou a integrar o elenco profissional do Atlético Mineiro e fez sua estreia no profissional contra o Grêmio, em 2010.
Com a chegada de Dorival Júnior, tornou-se titular, mas em 2011 passou a alternar a titularidade com Giovanni. Porém, logo depois da chegada do técnico Cuca, assumiu a posição novamente.
No dia 27 de setembro de 2011, Renan Ribeiro perdeu sua irmã, vítima de câncer, mas conseguiu se superar fazendo ótimas partidas e belas defesas.
Em 2012, começou o ano como titular, perdeu a vaga para Giovanni, e o mesmo acabou também perdendo espaço com a chegada do goleiro Victor, da Seleção Brasileira.
Em 2013, sem espaço no clube, transferiu-se para o São Paulo.

### São Paulo
Renan Ribeiro assinou um pré-contrato com o São Paulo ainda no início de 2013, no entanto, o goleiro se apresentou ao novo clube apenas em junho, pois Atlético e São Paulo não chegaram a um acordo para que o jogador fosse liberado antes. Durante esse período, Renan ficou treinando separado do elenco atleticano.
Chegou ao novo clube no início do segundo semestre de 2013 falando em aprender com Rogério Ceni. Mesmo sabendo que quando o ídolo são paulino se aposentasse brigaria com Denis pela posição de titular, aceitou o desafio. Passou o restante de 2013 e todo o ano de 2014 apenas treinando, já que Rogério jogava praticamente todas as partidas, não tinha chance de sequer ser relacionado para as partidas, já que Denis era o reserva imediato. Em 2015, teve sua primeira sequência de jogos no tricolor. Sob o comando de Juan Carlos Osorio foi titular em algumas partidas do Campeonato Brasileiro daquele ano já que Rogério e Denis se machucaram. Teve bom desempenho e foi elogiado pela crítica esportiva, se credenciando a buscar uma vaga no time titular, já que no fim daquele ano Rogério se aposentaria. 2016 chegou e com ele veio a chance de brigar pela titularidade na meta tricolor. Porém, no início do ano, Renan precisou fazer uma operação no Apêndice e com isso perdeu vários treinos e também a chance de brigar pela posição de titular. As comissões técnicas que treinaram o clube no ano deram preferência a Denis, que foi titular durante todo o ano, tendo Renan jogado apenas três jogos na temporada, um pela libertadores e dois pelo brasileiro, coincidentemente pela primeira e pela última rodada do torneio.
No início de 2017, devido a insegurança de Denis, Sidão foi contratado, credenciado pelo vice campeonato paulista com o Audax na temporada anterior e por boa passagem pelo Botafogo no Brasileirão do último ano, além de ser um pedido do agora técnico Rogério Ceni, vindo para ser titular. Com isso, Renan pensou em procurar outro clube devido as poucas oportunidades, mas foi convencido por Rogério a ficar, pois teria sua oportunidade. Devido a uma fratura do dedo mínimo que sofreu na última rodada do Brasileirão 2016, Renan demorou a estar à disposição do treinador, mas quando recebeu a chance, foi bem e conquistou a confiança de toda a comissão técnica e da torcida tricolor, que se acostumou a torcer por grandes goleiros e pedia a entrada de Renan no time. Desta forma, ele barrou seus concorrentes que falharam e foram inseguros nas suas apresentações. Renan agradeceu ao treinador pelas chances recebidas e prometeu empenho para honrar a camisa e preencher a lacuna deixada pelo ídolo tricolor. Foi o goleiro que mais jogou sob o comando do então treinador Rogério Ceni.
No dia 27 de dezembro de 2017 rescindiu seu contrato com o São Paulo após as duas partes não terem se acertado quanto aos valores da renovação do contrato que se encerrava no começo de 2018 .

### Estoril
Após rescindir com o São Paulo, assinou com o Estoril Praia.

### Sporting
Depois de se destacar no Estoril, no dia 2 de agosto de 2018 assinou contrato por empréstimo de uma temporada com o Sporting. Em 2019, após já ter sido contratado em definitivo, foi fundamental para as conquistas dos títulos da Taça de Portugal e da Taça da liga tendo defendido vários pênaltis nas disputas.

### Al-Ahli
Foi anunciado no Al-Ahli em 26 de julho de 2022.

## Seleção Brasileira

#### Campeonato Sul-Americano Sub-20
Foi campeão do Campeonato Sul-Americano Sub-20 de 2009, pela Seleção Brasileira. Atuou na conquista da Taça BH de Futebol Júnior, também em 2009.

#### Copa do Mundo Sub-20
Em setembro de 2009, Renan sofreu uma lesão, mas foi convocado para o Copa do Mundo Sub-20. Devido a lesão ficou toda a competição no banco para o goleiro Rafael que foi um dos destaques do time no mundial.

#### Seleção Brasileira Sub-23
Em 14 de março de 2012, foi pré-convocado para a Seleção Brasileira Sub-23, que disputou os Jogos Olímpicos de Londres 2012. No dia 24 de julho daquele ano, Mano Menezes convocou o goleiro Gabriel do Milan e ex-Cruzeiro para a Seleção Olímpica, já que o titular da equipe Rafael Cabral havia sido cortado por conta de uma lesão, Renan ficou como terceira opção.

## Estatísticas
Atualizadas até 25 de maio de 2019.

### Clubes
| Clube             | Temporada         | Campeonato nacional | Campeonato nacional | Copa nacional[a] | Copa nacional[a] | Competições continentais[b] | Competições continentais[b] | Outros torneios[c] | Outros torneios[c] | Total | Total |
| Clube             | Temporada         | Jogos               | Gols                | Jogos            | Gols             | Jogos                       | Gols                        | Jogos              | Gols               | Jogos | Gols  |
| ----------------- | ----------------- | ------------------- | ------------------- | ---------------- | ---------------- | --------------------------- | --------------------------- | ------------------ | ------------------ | ----- | ----- |
| Atlético Mineiro  | 2010              | 14                  | 0                   | 0                | 0                | 4                           | 0                           | 2                  | 0                  | 20    | 0     |
| Atlético Mineiro  | 2011              | 28                  | 0                   | 4                | 0                | 1                           | 0                           | 16                 | 0                  | 49    | 0     |
| Atlético Mineiro  | 2012              | 0                   | 0                   | 1                | 0                | 0                           | 0                           | 10                 | 0                  | 11    | 0     |
| Atlético Mineiro  | Total             | 42                  | 0                   | 5                | 0                | 5                           | 0                           | 28                 | 0                  | 80    | 0     |
| São Paulo         | 2013              | 0                   | 0                   | 0                | 0                | 0                           | 0                           | 0                  | 0                  | 0     | 0     |
| São Paulo         | 2014              | 0                   | 0                   | 0                | 0                | 0                           | 0                           | 0                  | 0                  | 0     | 0     |
| São Paulo         | 2015              | 9                   | 0                   | 1                | 0                | 0                           | 0                           | 1                  | 0                  | 11    | 0     |
| São Paulo         | 2016              | 2                   | 0                   | 0                | 0                | 1                           | 0                           | 0                  | 0                  | 3     | 0     |
| São Paulo         | 2017              | 20                  | 0                   | 2                | 0                | 1                           | 0                           | 7                  | 0                  | 30    | 0     |
| São Paulo         | Total             | 31                  | 0                   | 3                | 0                | 2                           | 0                           | 8                  | 0                  | 44    | 0     |
| Estoril Praia     | 2017–18           | 17                  | 0                   | –                | –                | –                           | –                           | –                  | –                  | 17    | 0     |
| Estoril Praia     | Total             | 17                  | 0                   | 0                | 0                | 0                           | 0                           | 0                  | 0                  | 17    | 0     |
| Sporting          | 2018–19           | 27                  | 0                   | 7                | 0                | 3                           | 0                           | –                  | –                  | 37    | 0     |
| Sporting          | Total             | 27                  | 0                   | 7                | 0                | 3                           | 0                           | 0                  | 0                  | 37    | 0     |
| Total na carreira | Total na carreira | 117                 | 0                   | 15               | 0                | 10                          | 0                           | 35                 | 0                  | 178   | 0     |

- a. ^ Jogos da Copa do Brasil
- b. ^ Jogos da Copa Sul-Americana
- c. ^ Jogos do Campeonato Mineiro, Campeonato Paulista, Copa Sub-23 e amistosos

## Títulos
Atlético Mineiro
- Campeonato Mineiro: 2010, 2012

São Paulo
- Eusébio Cup: 2013
- Florida Cup: 2017

Sporting
- Taça da Liga: 2018–19
- Taça de Portugal: 2018–19
- Primeira Liga: 2020-21

Seleção Brasileira
- Campeonato Sul-Americano Sub-20: 2009
- Copa Sendai: 2008